# Кикуйю (язык)
Кику́йю (гикуйю) — один из языков банту, язык народа кикуйю. Распространён в центральной части Кении. Язык самого крупного этноса Кении, число говорящих 6-7 млн чел. (оценка, конец XX в.). Второй по значению национальный язык Кении (после суахили).

## Классификация
Кикуйю относится к языкам банту. По классификации М. Гасри (1948, 1967-71) относится к зоне Е, группе кикуйю-камба. Гасри и И. Бастен (Бельгия) называли эту группу E50, однако SIL почему-то переименовали её в E20.

## Диалекты
Имеет много диалектов, наиболее значительные — ньери, ндиа, эмбу, гичугу, меру.

## Письменность
Письменность кикуйю основана на латинском алфавите, к которому прибавлено 2 буквы: ĩ и ũ. Буквы f l p q s v x z не используются в исконных словах. 
| A a | B b | Mb mb | C c | Nd nd | E e | G g | Ng ng | Ngʼ ngʼ | H h | I i | Ĩ ĩ |
| --- | --- | ----- | --- | ----- | --- | --- | ----- | ------- | --- | --- | --- |
| /a/ | /β/ | /mb/  | /ʃ/ | /nd/  | /ɛ/ | /ɣ/ | /ŋg/  | /ŋ/     | /h/ | /i/ | /e/ |

| Nj nj | K k | M m | N n | Ny ny | O o | Ũ ũ | R r | T t | Th th | U u | W w | Y y |
| ----- | --- | --- | --- | ----- | --- | --- | --- | --- | ----- | --- | --- | --- |
| /ɲɟ/  | /k/ | /m/ | /n/ | /ɲ/   | /ɔ/ | /o/ | /ɾ/ | /t/ | /ð/   | /u/ | /w/ | /j/ |

- Долгие гласные передаются на письме удвоением букв для гласных: aa [aː], ĩĩ [eː], ee [ɛː], ii [iː], ũũ [oː], oo [ɔː], uu [uː].

Письменность используется с конца XIX века. На кикуйю издаются газеты, ведётся радиовещание, осуществляется преподавание в начальной школе.

## Википедия на языке кикуйю
Существует раздел Википедии на языке кикуйю («Википедия на языке кикуйю»), первая правка в нём была сделана в 2005 году. По состоянию на 11:26 (UTC) 20 марта 2025 года раздел содержит 1809 статей (общее число страниц — 3514); в нём зарегистрировано 9596 участников, один из них имеет статус администратора; 15 участников совершили какие-либо действия за последние 30 дней; общее число правок за время существования раздела составляет 22 104.

## Лингвистическая характеристика
Фонетические особенности: наличие долгих гласных, играющих смыслоразличит. роль, межзубного /ð/ и заднеязычного спиранта /ɣ/, отсутствие губных смычных /p/ и /b/; в ряде диалектов представлены геминаты.
В кикуйю реализуется закон Даля, заключающийся в регрессивной диссимиляции (от корня к префиксу) согласных соседних слогов по признаку «звонкость-глухость».
Язык тональный. Грамматический строй характеризуется наличием согласовательных именных классов. В отличие от других языков зоны Е, в кикуйю представлен однослоговой префикс.